# 長谷川勝己
長谷川 勝己（はせがわ かつみ、1963年（昭和38年） - ）は、日本の千葉県佐原市（現・香取市）出身のアニメ脚本家、ライトノベル作家、スーツアクター。
漫画家・特撮評論家の長谷川裕一の実弟である。

## 略歴
兄の初期作品（デビューから『マップス』の途中まで）においてアシスタントをこなしながら、イベント会社富士スポーツにて10年以上も縫いぐるみショーのMC兼スーツアクターを務めた。脚本家になった現在でもしばしば請われて舞台出演しており、アトラクション業界では重鎮にして至宝とされている。
専門学校時代の同期に吉岡たかを・神戸守がおり、この2人とは親交が深い。小山高生主催の脚本家集団ぶらざぁのっぽに在籍。1995年（平成7年）にテレビアニメ『スレイヤーズ』第5話「Escape! 炎の半魚人 ヌンサ!」で脚本家デビュー。その後あかほりさとる事務所（現・SATZ）に出向し小説版『SMガールズ セイバーマリオネットR』（富士見ファンタジア文庫刊）等を手がけ、この縁で現在でもあかほり作品に参加することがある。
現在は脚本家としてもスーツアクターとしても、フリーで活動している。フリーになってからは『D.C.S.S. 〜ダ・カーポ セカンドシーズン〜』（シリーズ構成）や『SHUFFLE!』（一部の脚本担当）などを担当。

## 作品リスト

### テレビアニメ
- 1995年 『スレイヤーズ』（脚本）
- 1995年 『神秘の世界エルハザード』（脚本）
- 1996年 『スレイヤーズNEXT』（脚本）
- 1996年 『VS騎士ラムネ&40炎』（脚本）
- 1996年 『セイバーマリオネットJ』（脚本）
- 1997年 『スレイヤーズTRY』（脚本）
- 1997年 『MAZE☆爆熱時空』（シリーズ構成・脚本）
- 1998年 『ロードス島戦記-英雄騎士伝-』（シリーズ構成・脚本）
- 1998年 『アキハバラ電脳組』（メインライター・脚本）
- 1999年 『BLUE GENDER』（シリーズ構成・脚本）
- 2000年 『六門天外モンコレナイト』（原作・シリーズ構成・脚本）[2]
- 2000年 『タイムボカン2000 怪盗きらめきマン』（脚本）
- 2000年 『無敵王トライゼノン』（シリーズ構成・脚本）
- 2001年 『ドッとKONIちゃん』（脚本）
- 2002年 『朝霧の巫女』（脚本）
- 2003年 『爆転シュート ベイブレードGレボリューション』（シリーズ構成・脚本）
- 2003年 『D.C. 〜ダ・カーポ〜』（脚本）
- 2004年 『B-伝説! バトルビーダマン』（脚本）
- 2004年 プリンセスアワー
  - 『Φなる・あぷろーち』（シリーズ構成・脚本）
  - 『W〜ウィッシュ〜』（シリーズ構成・脚本）
- 2005年 『B-伝説! バトルビーダマン 炎魂』（シリーズ構成・脚本）
- 2005年 あかほり外道アワーらぶげ
  - 『絶対正義ラブフェロモン』（脚本）
  - 『それゆけ! 外道乙女隊』（脚本）
- 2005年 『D.C.S.S. 〜ダ・カーポ セカンドシーズン〜』（シリーズ構成・脚本）
- 2005年 『SHUFFLE!』（脚本）
- 2005年 『こてんこてんこ』（シリーズ構成・脚本）
- 2006年 『Soul Link』（脚本）
- 2006年 『爆球Hit! クラッシュビーダマン』（脚本）
- 2006年 『乙女はお姉さまに恋してる』（シリーズ構成・脚本）
- 2007年 『爆丸バトルブローラーズ』（脚本）
- 2007年 『D.C.II 〜ダ・カーポII〜』（シナリオチーフ・脚本）
- 2008年 『D.C.II S.S. 〜ダ・カーポII セカンドシーズン〜』（シナリオチーフ・脚本）
- 2008年 『狂乱家族日記』（脚本）
- 2008年 『スレイヤーズREVOLUTION』（脚本）
- 2008年 『まかでみ・WAっしょい!』（シリーズ構成・脚本）
- 2009年 『スレイヤーズEVOLUTION-R』（脚本）
- 2009年 『鋼殻のレギオス』（脚本）
- 2009年 『メタルファイト ベイブレード』（シリーズ構成・脚本）
- 2010年 『おまもりひまり』（シリーズ構成・脚本）[3]
- 2010年 『爆丸バトルブローラーズ ニューヴェストロイア』（脚本）
- 2010年 『kiss×sis』（シリーズ構成・脚本）
- 2010年 『メタルファイト ベイブレード 爆』（シリーズ構成・脚本）
- 2010年 『ジュエルペット てぃんくる☆』（脚本）
- 2010年 『ギャラクシーレーサー スキャン2ゴー』（シリーズ構成・脚本）
- 2010年 『FORTUNE ARTERIAL 赤い約束』（シリーズ構成・脚本）
- 2011年 『メタルファイト ベイブレード 4D』（シリーズ構成・脚本）
- 2011年 『爆丸バトルブローラーズ ガンダリアンインベーダーズ』（脚本）
- 2012年 『メタルファイト ベイブレード ZEROG』（チーフライター・脚本）
- 2012年 『だから僕は、Hができない。』（脚本）
- 2015年 『バトルスピリッツ　烈火魂』（シリーズ構成・脚本）
- 2016年 『バトルスピリッツ ダブルドライブ』（シリーズ構成・脚本）
- 2016年 『カミワザ・ワンダ』（シリーズ構成・脚本）
- 2018年 『叛逆性ミリオンアーサー』（脚本）

### OVA
- 1997年 『VS騎士ラムネ&40FRESH』（ストーリー原案・脚本）
- 1997年 『超光速グランドール』（原作）
- 1997年 『フォトン』（脚本）

### 劇場版アニメ
- 1999年 『劇場版アキハバラ電脳組 〜2011年の夏休み〜』（脚本）
- 2000年 『劇場版 六門天外モンコレナイト〜伝説のファイアドラゴン〜』（原作・脚本）
- 2010年 『劇場版メタルファイト ベイブレードVS太陽 灼熱の侵略者ソルブレイズ』（脚本）

### Webアニメ
- 2007年 『いくぜっ! 源さん』（シリーズ構成・脚本）

### ライトノベル
基本的には、参加作品のノベライズ版を執筆している。
- SMガールズ セイバーマリオネットR（富士見ファンタジア文庫）原案はあかほりさとるとねぎしひろし
  1. （1995年9月25日初版・ISBN 4-8291-2648-5）
  2. 『結婚前夜』（1996年7月25日初版・ISBN 4-8291-2694-9）
- Rance（CaRROT NOVELS）
  1. 『極寒のパンドーラ』（1996年5月初版・ISBN 4-8470-3185-7）
  2. 『灼熱のドゥマ城』（1997年2月初版・ISBN 4-8470-3221-7）
  3. 『虚空の魔少女アミィー』（1997年12月初版・ISBN 4-8470-3261-6）
- 『VS騎士ラムネ&40FRESH 上 ときめきパフェとギモンの勇者』（1998年4月初版・ニュータイプノベルス・ISBN 4-04-701615-2）[4]
- 『アキハバラ電脳組 2011年の夏休み』（1999年9月1日初版・角川スニーカー文庫・ISBN 4-04-422701-2）
- 『無敵王トライゼノンI 北海、燃ゆる！』（2001年5月25日初版・富士見ファンタジア文庫・ISBN 4-8291-1354-5）[4]
- 『アイシールド21 幻のゴールデンボウル』（2004年5月24日初版・JUMP jBOOKS・ISBN 4-08-703138-1）[5]

### ゲーム
- 1997年 『超光速グランドール』（原作・脚本）